# Santa Lucia-hegységi jegenyefenyő
A Santa Lucia-hegységi jegenyefenyő (Abies bracteata) a legritkább, természetes előfordulású Észak-Amerikai faj. Galléros jegenyefenyőnek is nevezik.

## Származása, élőhelye
USA, Kalifornia, hegyvidéki, örökzöld erdők.

## Leírása
Karcsú, kúpos, 35 m magasra megnövő örökzöld fenyőfaj.
A kéreg sima, sötétszürke. A levél merevek, laposak, 5 cm hosszúak, erősek kihegyezettek. Felszínük fénylő sötétzöld, fonákjukon két ezüstös sáv van. A hajtásokon kétoldalt állnak.
Virágzatok tavasszal nyílnak, a termősek zöldek, felállók. a porzósak sárgásak és lecsüngnek az ágak alsó oldaláról.
A toboza tojásdad, felálló, 10 cm hosszú. Fiatalon zöld, éretten barna, feltűnően nagy, szúros fellevelekkel.

## Képek

Elterjedési területe
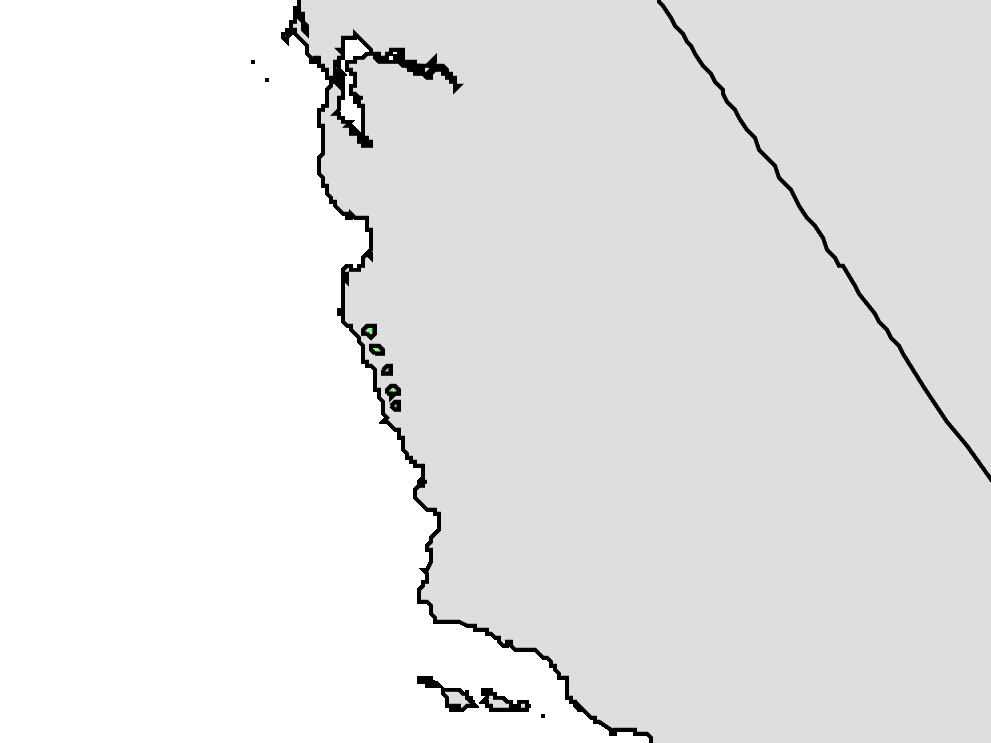
Elterjedési területe
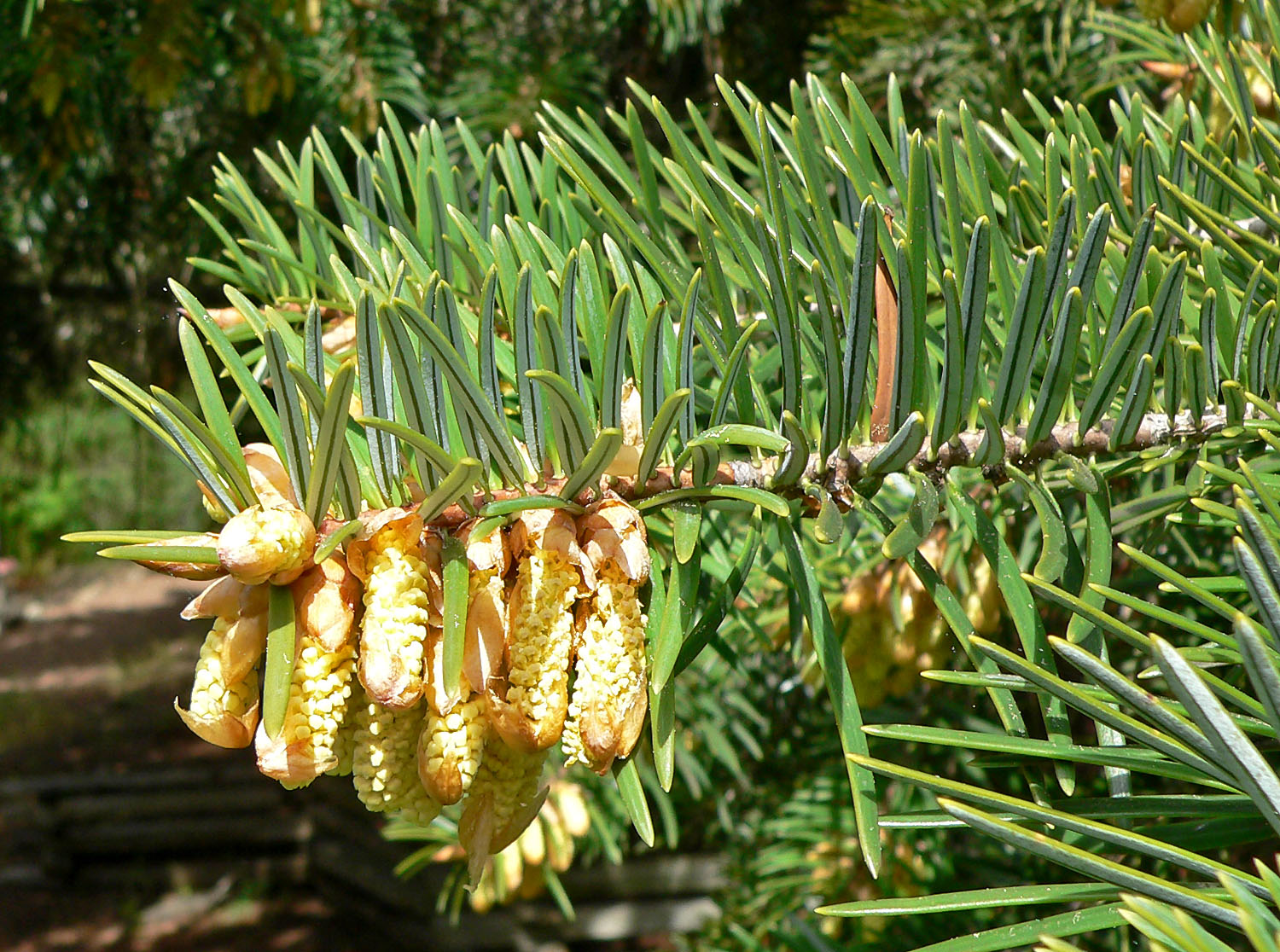
Porzós virágzatok
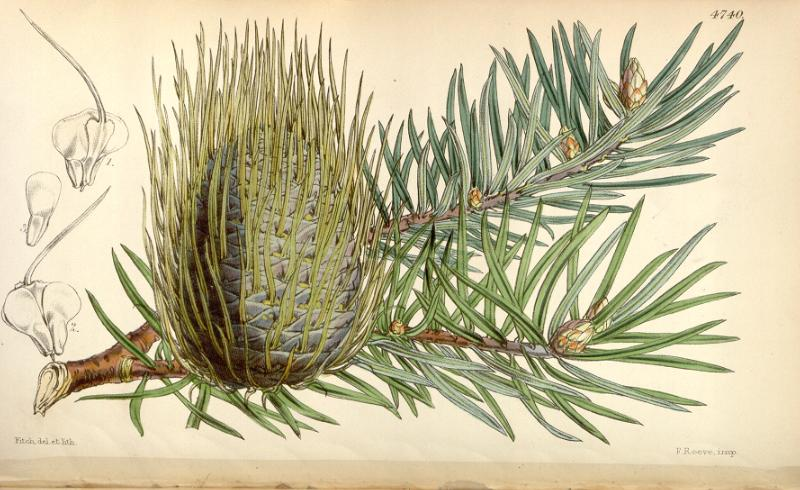
Toboza